# نوايا (مسلسل)
نوايا مسلسل كويتي إنتاج العام 2016، تبعه مسلسل هم نوايا.

## قصة المسلسل
تعكس الحالة والمتغيرات التي يمر بها المجتمع الخليج في هذه المرحلة من تاريخه من خلال عائلتين وأبنائهما. في البداية كان اسم المسلسل شاتوش تم تغييره فيما بعد إلى نوايا.
نوايا هو مسلسل كويتي تدور قصته حول عائلة شيخة
(سعاد عبدالله) الثرية جدا والتي تعيش في مستوى اجتماعي ممتاز وسط اجواء من الفخامة والرفاهية. وإلى جانب عائلة شيخة، هناك عائلة اخ زوجها أي عائلة ابن حماها وعائلة ام راكان التي تجمعهما الجيرة منذ سنوات طويلة. تبدأ الحلقة الأولى بهجرة عائلة شيجة وعائلة اخ زوجها إلى (الإمارات العربية المتحدة)، (دبي) بسبب (الغزو العراقي للكويت) الذي شهدته الكويت وفي تلك المرحلة، عاشت العائلتان معا تحت سقف واحد وبقيا معا حتى وقت التحرير. بعد التحرير، عادت العائلتان إلى الكويت ومرت سنوات واصبح الأطفال بعمر الشباب.
بالنسبة لعائلة شيخة، فلها ولدين وبنت واحدة... الابن الكبير (فهد العبد المحسن بدور عبد العزيز) متزوج من ابنة اختها اليتيمة (فاطمة الصفي بدور لطيفة) وهو مرشح في الانتخابات، الابن الصغير سافر خارج البلاد للدراسة (عبد الله الطراروة) والبنت الوحيدة (امل العوضي بدور بسمة) بنت جميلة تحب الرياضة وتقضي وقت كبير في النادي وتحديدا في ركوب الخيل.
أما العائلة الثانية فهي عائلة يسرا (غرور) وهي سلفة شيخة التي تغار منها كثيرا وتحب تقليدها في كل شيء وليسرا بنت واحدة (لولوة الملا) بسيطة وعفوية وتحب الموضة والتباهي. وعن عائلة ام راكان (انتصار الشراح)، فهي جارة شيخة منذ سنوات ولها ابن وحيد وهو راكان (حسين المهدي) الذي درس الطب في الخارج وعاد إلى الكويت ليمارس مهنته كطبيب وهذه العائلة بسيطة جدا وتعيش في بيت قديم. وفي سياق الاحداث، يقع راكان في حب بسمة وهي تبادله الإعجاب ولكن المشكلة هي الفرق في المستوى الاجتماعي بينهما فهذا سيسبب مشكلة عندما سيطلب يدها للزواج.

## أبطال العمل
- سعاد عبد الله - بدور: شيخة
- سليمان الياسين - بدور: خالد
- إنتصار الشراح - بدور: لولوة أم راكان
- أحمد مساعد - بدور: سعود
- فاطمة الصفي - بدور: لطيفة
- فهد العبد المحسن - بدور: عبد العزيز
- حسين المهدي - بدور: راكان
- أمل العوضي - بدور: بسمة
- عبد الله الطراروة - بدور: محمد
- غرور - بدور: يسرى
- لولوة الملا - بدور: نورة
- فرح
- روان الصايغ(روان مهدي) - بدور: عبير
- سلمى سالم - بدور: فتوح ضيفة شرف
- محمد الوادي - بدور: ضيف شرف
- نادية كرم
- كرم فتحي
- عبدو النوبي
- فوزية محمد(فوزية حميد)
- مشاري الفريج
- تقى
- رانيا شهاب